# Box (Oklahoma)
Box es un lugar designado por el censo ubicado en el condado de Sequoyah  en el estado estadounidense de Oklahoma. En el año 2010 tenía una población de 224 habitantes y una densidad poblacional de 26,05 personas por km².

## Geografía
Box se encuentra ubicado en las coordenadas 35°34′12.08″N 94°58′21.91″O / 35.5700222, -94.9727528 (35.570023° -94.972753°). Según la Oficina del Censo de los Estados Unidos, Box tiene una superficie total de 3,304 mi² (8,6 km²), de la cual 3,29 mi² (8,5 km²) corresponden a tierra firme y 0,014 mi² (0 km²) es agua.